# Décennie 1130 en arts plastiques
Cette page concerne les années 1130 en arts plastiques.

## Naissances
- Vers 1130 : Nicolas de Verdun, orfèvre français.

## Décès
- Après 1130 : Li Tang, peintre chinois.
- 1135 ou 1137 :  Huizong, empereur Song de Chine, peintre, musicien, poète et calligraphe.